# Bjelahova
Bjelahova (cyr. Бјелахова) – wieś w Serbii, w okręgu zlatiborskim, w gminie Prijepolje. W 2011 roku liczyła 75 mieszkańców.